# ネッパ者
『ネッパ者』（ネッパもん）は、1999年10月19日から2000年12月23日まで中部日本放送（CBC）で放送されたバラエティ番組。

## 概要
『正解るんです』から続く今田耕司と東野幸治司会のバラエティ番組の1つで、彼らが電話で訳有りな人物から人には言えない悩みの相談を受けたり、一般にはあまり実情が知られていない仕事の裏話を聞き出したりしていた。通話相手は全て匿名での電話出演で、特に匿名にする必要が無い者であっても同様の措置が取られていた。
この番組は、ほとんどの期間においては平日深夜の『MS』枠火曜の番組として放送されていたが、番組終了間際の時期には土曜深夜の『ドシン』枠内で放送されていた。同枠への移動によって以後は『SABA系』とのセットで放送されるようになり、さらにその後、『ドシン』が『ノブナガ』と題してリニューアルしたことで完全に1つの番組として放送されるようになった。この番組が実施していた企画はそのまま『ノブナガ』へと受け継がれ、以後も同番組前半の電話コーナーとして続けられている。

## 放送時間
時刻はいずれもJST。『MS』枠で放送されていた当時は『筑紫哲也 NEWS23』の放送状況に左右されていたため、30分遅れになることも多かった。
- 毎週火曜 24:40 - 25:10 （1999年10月 - 2000年9月、『MS』火曜）
- 毎週土曜 24:55 - 25:25 （2000年10月 - 2000年12月、『ドシン』第1部）

## 出演者
- 今田耕司
- 東野幸治